# 科阿峡谷史前岩石艺术遗址
科阿谷和谢加贝尔德的史前岩石艺术地点群（葡萄牙語：Sítios de arte rupestre pré-histórica do Vale do Côa）是位于葡萄牙和西班牙边界附近的露天旧石器时代遗址。在1980年代末，人们在山谷建造大坝时发现了科阿谷史前岩石艺术遗址，里面拥有大量关于动物和人物等题材的岩画。法国著名考古学家Jean Clottes称科阿谷史前岩石艺术遗址是欧洲最大的旧石器时代艺术露天考古区。之后联合国教科文组织等机构的专家开始对其展开研究。为保护好考古区，新首相取消了大坝的建设。

## 历史
科阿山谷史前岩石艺术遗址历史最早的岩画大约于公元前20000年至22000年之间，内容以自然界的兽类为主。公元前18000年至20000年期间，戴著嘴套的马之类的岩画开始出现。在公元前16600年至10000年期間，出现较大的發展，具有旧石器时代的风格。基本上是拟人化和放大化的设计，包括可透過其特征鬃毛來识别的馬，嘴巴和鼻孔有細節表示的野牛，以及鹿。

## 图集

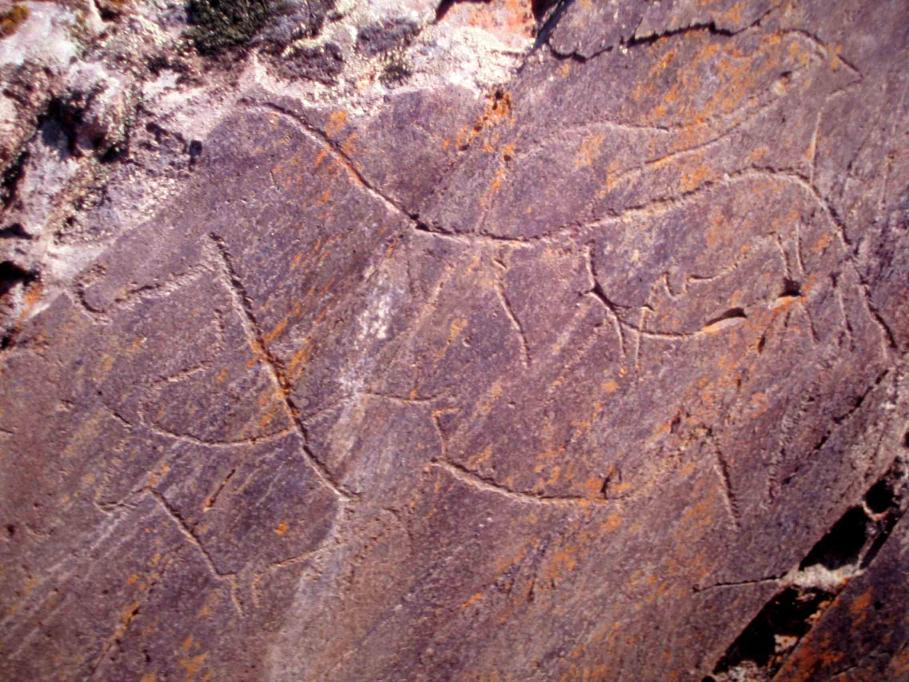
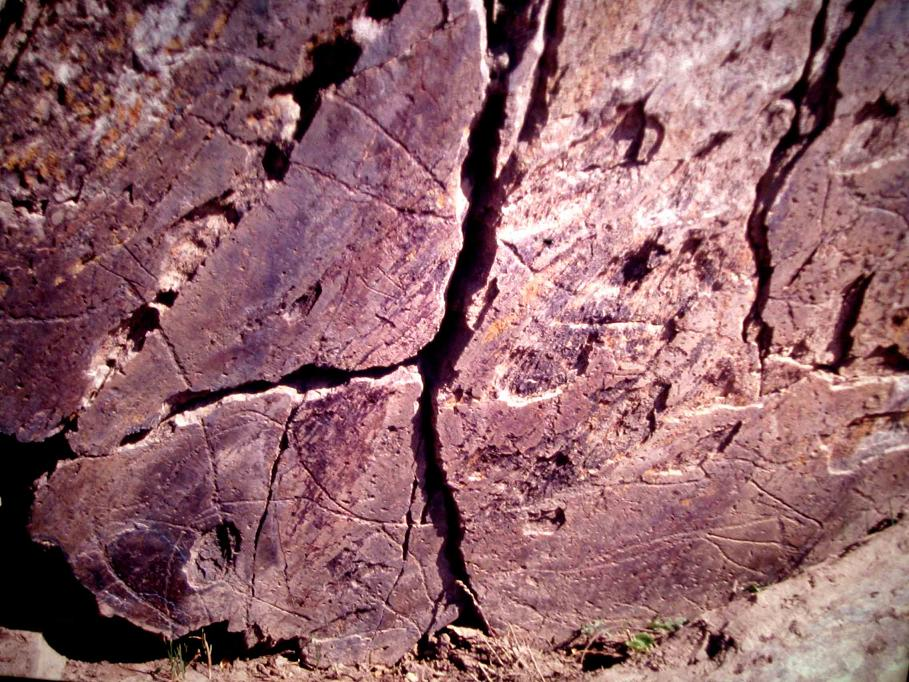
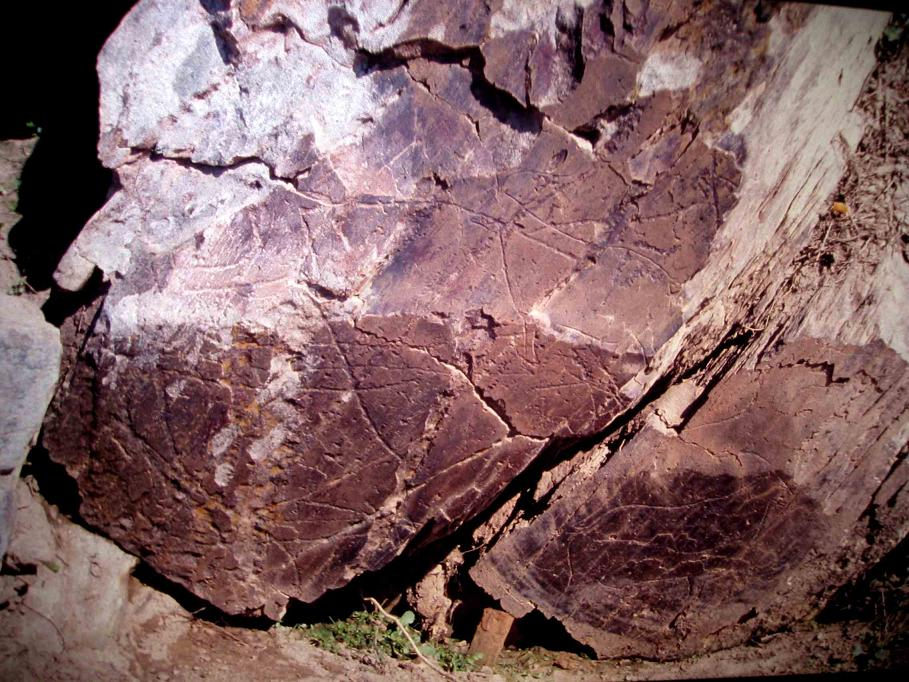

## 脚注
1. ↑  António Martinho Baptista and Mário Varela Gomes (1995), p. 350–384
2. ↑  António Martinho Baptista and Mário Varela Gomes (1995), p. 350–384
3. ↑  António Martinho Baptista and Mário Varela Gomes (1995), p. 350–384